# (13066) 1991 PM13
(13066) 1991 PM13 là một tiểu hành tinh vành đai chính. Nó được phát hiện bởi Henry E. Holt ở Đài thiên văn Palomar ở Quận San Diego, California, ngày 5 tháng 8 năm 1991.